# Mitt liv som hund
Mitt liv som hund (Brasil: Minha Vida de Cachorro / Portugal: Vida de Cão) é um filme sueco de 1985, do gênero comédia dramática, dirigido por Lasse Hallström, com roteiro baseado no romance de Reidar Jönsson.

## Sinopse
Na década de 1950, a frágil saúde da mãe do menino Ingemar obriga os familiares a levá-lo para viver em casa de parentes, no interior da Suécia. Lá, ele enfrenta dificuldades de se adaptar à nova vida e à saudade da mãe, enquanto passa por experiências marcantes.

## Elenco
- Anki Lidén .................mãe
- Anton Glanzelius ...........Ingemar
- Melinda Kinnaman ...........Saga
- Tomas von Brömssen..........tio Gunnar
- Kicki Rundgren
- Magnus Rask.................Fransson
- Didrik Gustavsson...........Dr. Arvidsson
- Leif Ericson ...............tio Sandberg

## Recepção
No agregador de críticas Rotten Tomatoes, que categoriza as opiniões apenas como positivas ou negativas, o filme tem um índice de aprovação de 100% com base em 34 comentários dos críticos que é seguido do consenso: "Uma história de maioridade com profundidade e sensibilidade incomuns, My Life as a Dog é doce, sincera e totalmente charmosa."

## Prêmios e indicações
| Prêmio             | Categoria                          | Recipiente                                       | Resultado |
| ------------------ | ---------------------------------- | ------------------------------------------------ | --------- |
| BAFTA 1988         | Melhor filme em língua não inglesa | Waldemar Bergendahl, Lasse Halström              | Indicado  |
| Globo de Ouro 1988 | Melhor filme estrangeiro           | Waldemar Bergendahl, Lasse Halström              | Venceu    |
| Oscar 1988         | Melhor direção                     | Lasse Halström                                   | Indicado  |
| Oscar 1988         | Melhor roteiro adaptado            | Lasse Hallström, Brasse Brännström, Per Berglund | Indicado  |